# Hrob příslušníků 1. divize ROA v Jinonicích

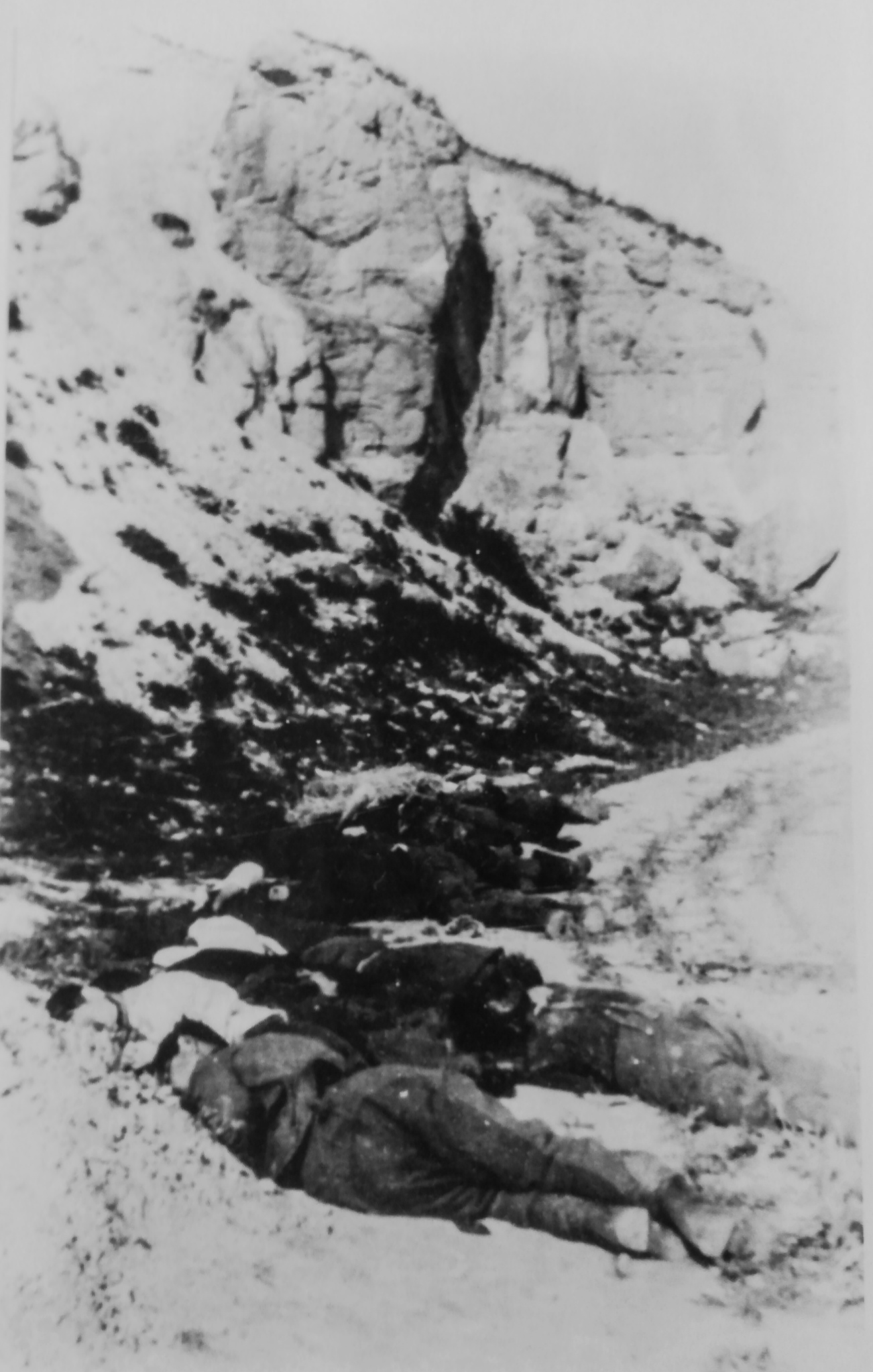
Popravení vlasovci pod Vidoulí v Jinonicích (10. května 1945)

Hrob příslušníků 1. divize ROA v Jinonicích je neoznačené místo na jižním úpatí stolové pískovcové hory Vidoule v katastru pražských Jinonic, kde se nalézají ostatky 14 zajatých příslušníků 1. divize ROA (vlasovců) mimosoudně popravených dva dny po skončení druhé světové války vojáky Rudé armády.

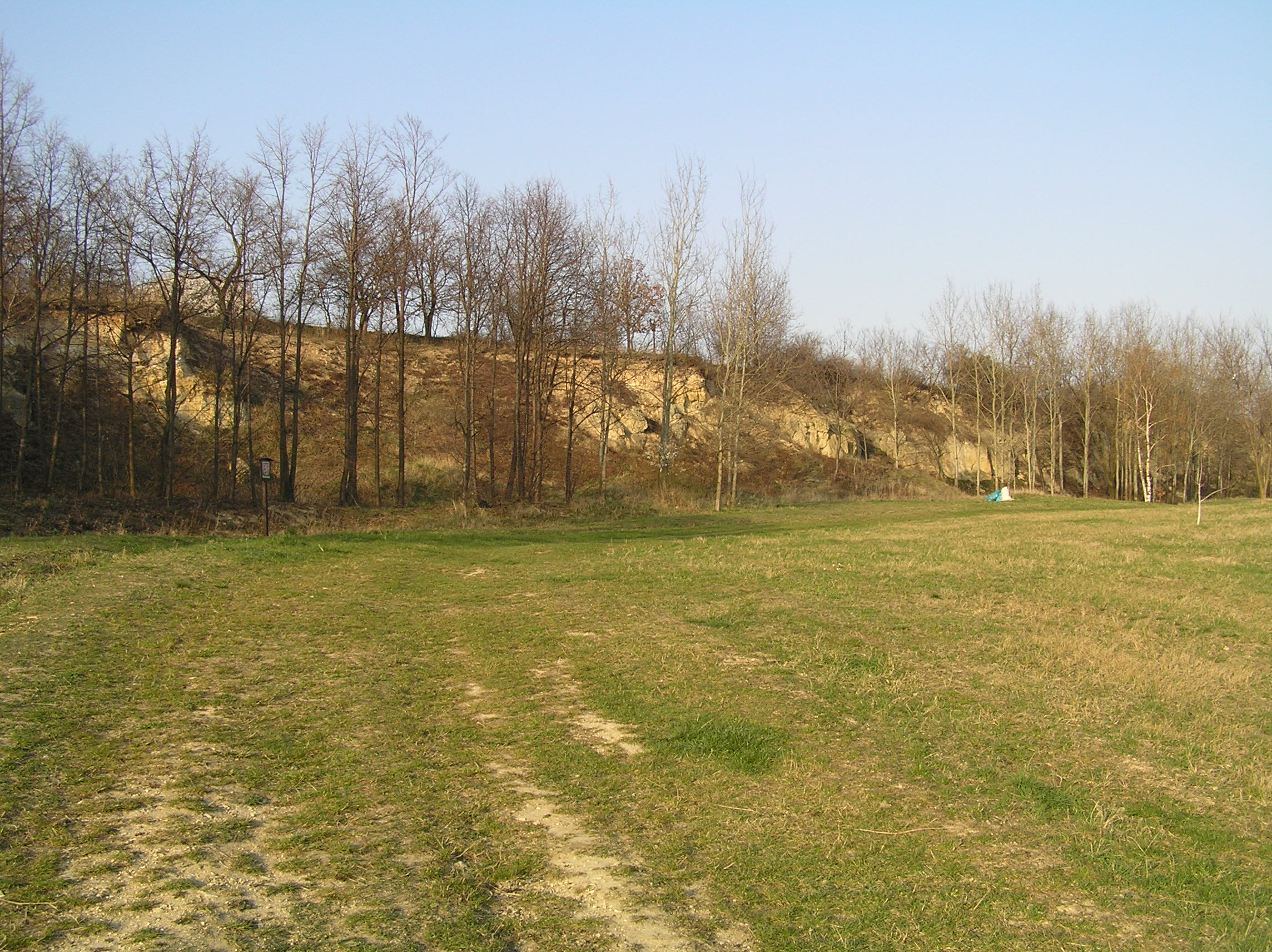
Přírodní památka pískovcová tabulová hora Vidoule - jižní strana

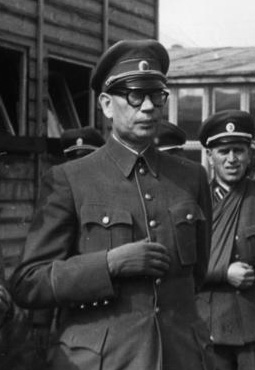
Generál Andrej Andrejevič Vlasov s důstojníky v pozadí (po jeho levé ruce je náčelník štábu VS KONR generálmajor F. I. Truchin)

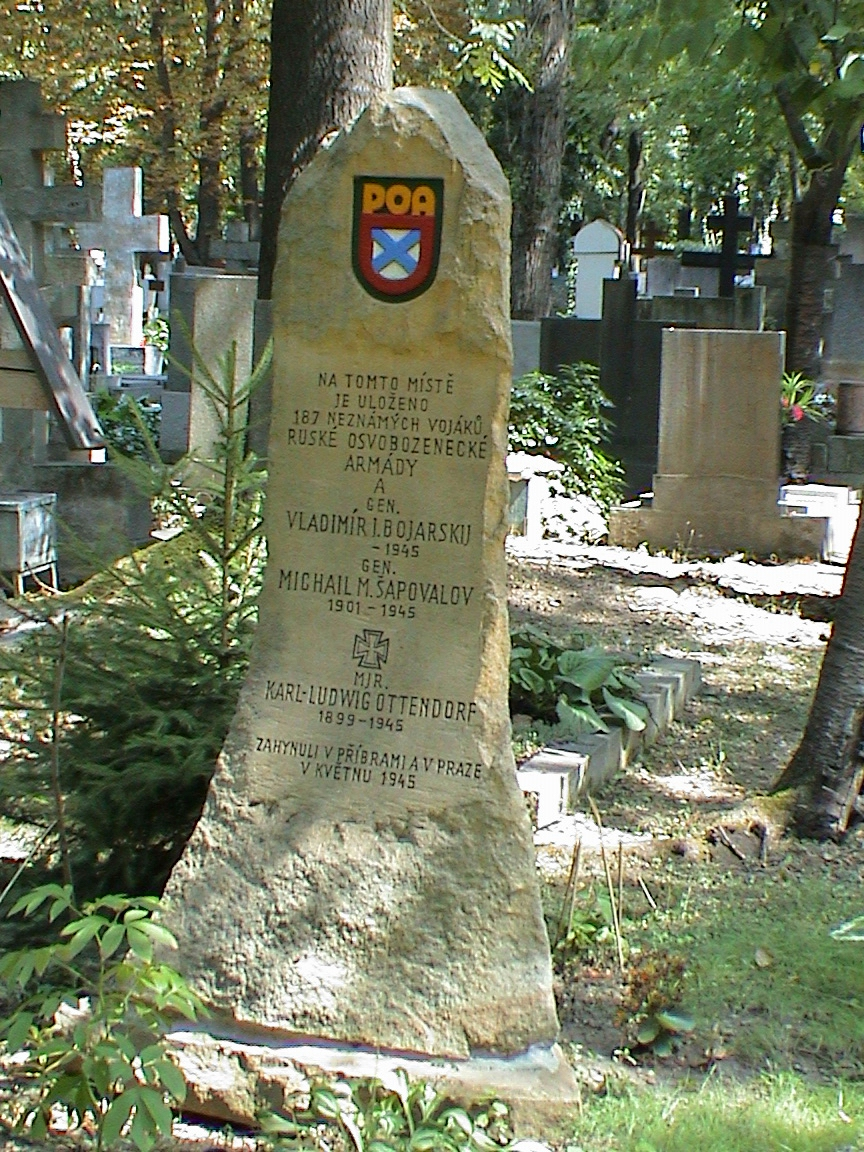
Pomník u masového hrobu příslušníků ROA na Olšanských hřbitovech v Praze

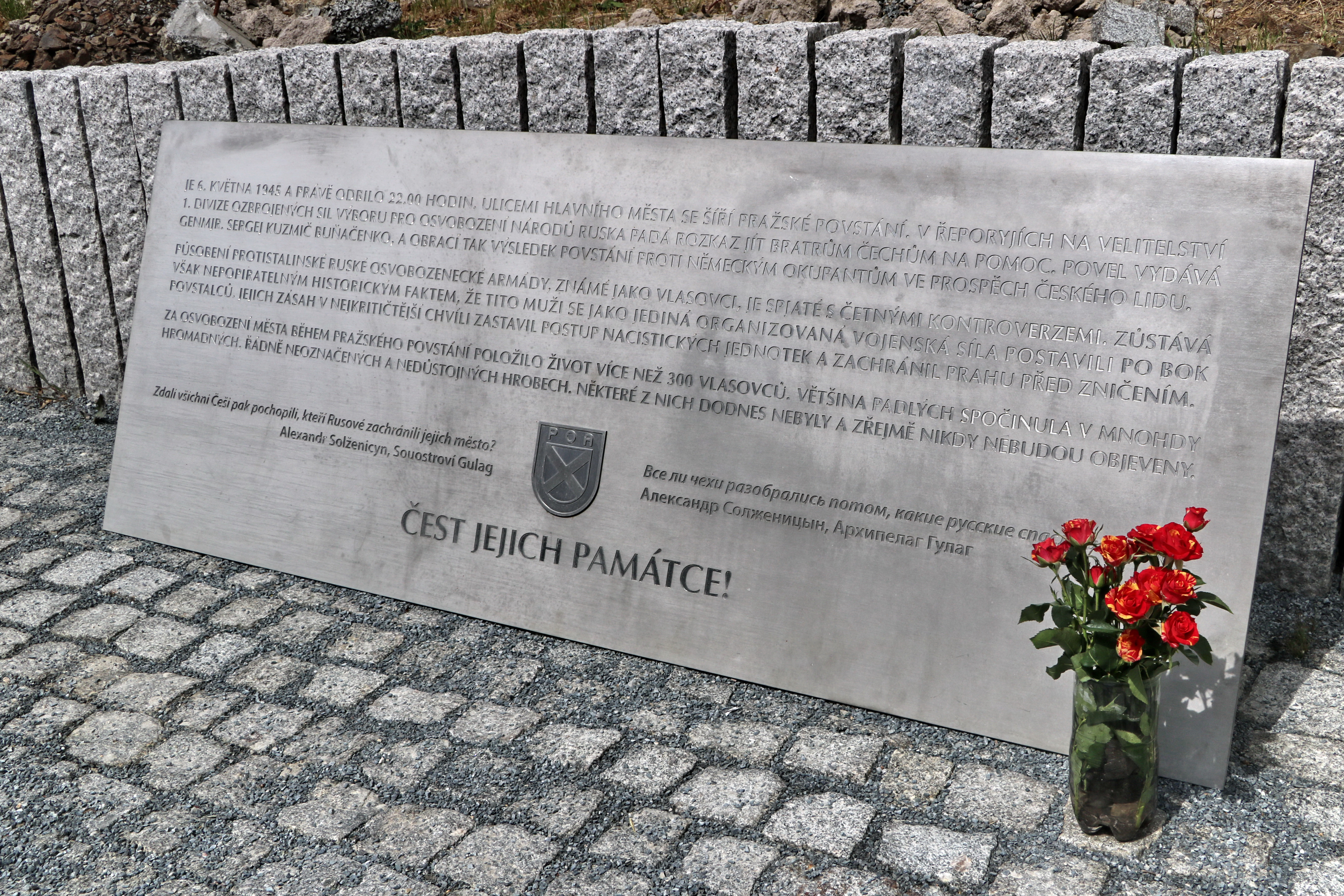
Pamětní deska, která je součástí památníku v Řeporyjích

## Předehra
Dne 4. května 1945 odpoledne dorazily jednotky 1. divize Ruské osvobozenecké armády (ROA) pod velením generálmajora Sergeje Kuzmiče Buňačenka do okolí Berouna a jejich příslušníci byli ubytováni po okolních obcích. Štáb 1. divize ROA byl dislokován do budovy sokolovny v obci Suchomasty asi 8 km jižně od Berouna. V noci ze 4. na 5. května 1945 se v této budově konala porada velitelů 1. divize ROA, na které padlo definitivní rozhodnutí o ozbrojené pomoci Pražskému povstání. Ve štábu 1. divize ale kvůli této otázce propukl spor. Generál Andrej Andrejevič Vlasov byl proti podpoře Pražského povstání, ale většina velitelů stála na straně generálmajora Sergeje Kuzmiče Buňačenka. Generál Vlasov se urazil a od té chvíle už se dalšího rozhodování nezúčastnil. Vrchní velitel ROA generál Vlasov se téměř po celou dobu trvání Pražského povstání nacházel ve štábu generálmajora Buňačenka, ale do vlastních operačních a taktických rozhodnutí velitele divize prakticky nezasahoval. Veškerou bojovou iniciativu tak převzal generálmajor Buňačenko a k účasti vlasovců na Pražském povstání tudíž došlo „proti vůli“ samotného generála Vlasova. V budově sokolovny v Suchomastech ráno 5. května 1945 podepsal generálmajor Sergej Kuzmič Buňačenko se zástupci povstalců „dohodu o společném boji proti fašismu a komunismu“ a v dopoledních hodinách téhož dne (5. května 1945) vyrazila 1. divize ROA na pomoc povstalecké Praze.

## Pražské květnové povstání 1945

### V Řeporyjích 6. května 1945
Obdobně jako historie pražské části Řeporyjí je i historie pražské čtvrti Jinonice v květnových dnech roku 1945 spjata s pomocí 1. ruské divize Ozbrojených sil Výboru pro osvobození národů Ruska (KONR). Tato divize je označována jako 1. pěší divize ROA. Dne 6. května 1945 v podvečer dorazil štáb tohoto útvaru do Řeporyjí. O 22.00 hodině zde vydal velitel divize generálmajor Sergej Kuzmič Buňačenko rozkaz o pomoci bratrům Čechům v Pražském povstání a k dobytí Prahy.

### V Jinonicích 7. května 1945
Následující den dopoledne (7. května 1945) se štáb 1. divize ROA přesunul do Jinonic (do objektu strojírenského podniku Walter) aby odsud řídil postup jednotek do centra hlavního města jakož i na východní břeh Vltavy. V objektu Waltrovky byl generálmajor Sergej Kuzmič Buňačenko uvítán vojenským velitelem objektu podplukovníkem Václavem Vlčkem a byl určen i styčný důstojník se štábem 1. divize ROA, jímž se stal hejtman vládního vojska z Lán Jaroslav Rendl. Přítomnost vlasovců v Jinonicích vyřešila nebezpečnou situaci v okolí Jinonic, především pak možné ohrožení této lokality z německých kasáren v Motole. Přes Jinonice pak pěší i obrněné jednotky vlasovců pokračovaly v postupu na Smíchov.
V odpoledních hodinách dne 7. května 1945 dorazil do Jinonic dělostřelecký oddíl. Za asistence divizního generála Emila Fialy a majora Martina Brumly bylo zahájeno ostřelování ruzyňského letiště, ruzyňských kasáren Waffen SS (kasáren Heinricha Himmlera), vrcholku Petřína i dalších německých cílů rozmístěných po Praze.
Během celého dne 7. května 1945 probíhala v Jinonicích jednání velitele divize generálmajora Sergeje Kuzmiče Buňačenka se zástupci vojenského velitelství Velké Prahy „Bartoš“, vojenského velitelství Vinohrady a později též s emisary České národní rady (ČNR). Nejspíše z Jinonic pak vydal (kolem 16.00 hodiny) generálmajor Buňačenko svůj rozkaz o ústupu divizních útvarů ROA z Prahy, jehož provedení se protáhlo až do ranních hodin následujícího dne tj. do 8. května 1945. ROA začala nuceně opouštět Prahu večer dne 7. května 1945 potom, co se definitivně potvrdilo, že se americká armáda nechystá postupovat směrem na Prahu a vedení Pražského povstání není schopno garantovat vlasovcům bezpečnostní záruky po příjezdu Rudé armády do hlavního města. Několik stovek vážně zraněných vlasovců bylo hospitalizováno v pražských nemocnicích, značný počet vlasovců zůstal ve městě dobrovolně.

### V Jinonicích 9. května 1945
Ráno dne 9. května 1945 vstoupily do hlavního města první jednotky Rudé armády. V oblasti Jinonic se menší jednotky vlasovců pohybovaly ještě 9. května 1945. Jejich příslušníci se stali objektem zájmu přicházející Rudé armády, zvláštních jednotek vojenské kontrarozvědky Směrš a dalších sovětských bezpečnostních složek. Téměř okamžitě byly zahájeny mimosoudní popravy zajatých vlasovců, často byli prý zastřeleni i zranění bezprostředně ležící na nemocničních lůžkách.

### V Jinonicích 10. května 1945
Jednu ze skupin 14 vlasovců, která nestačila včas ustoupit před Rudou armádou, předali zástupci Národního výboru v Jinonicích dne 10. května 1945 Rudé armádě. Vlasovci byli podrobeni krátkému brutálnímu výslechu (pod vedením NKVD) u jinonické sokolovny. Následně byli odvedeni k vrchu Vidoule, přinuceni vykopat si tam hroby a dne 10. května 1945 byli tito zajatí vojáci zastřeleni a pohřbeni na jižním úpatí kopce Vidoule. Předpokládané umístění hromadného hrobu 14 zastřelených vlasovců v Jinonicích vypátral místní badatel a historik Jiří Štěpina. Zavraždění spočinuli (vesměs v uniformách) v dodnes neoznačeném hrobě – na poli mezi ulicí Souběžná IV a chráněnou oblastí pískovny Vidoule na soukromém pozemku, jenž byl v roce 2020 využíván jako pastvina pro ovce. Popravu a pohřeb 14 vlasovců v Jinonicích potvrdil i český vojenský historik Pavel Žáček. Ten objevil zprávu vypracovanou lékařem, jenž byl povolán k popravě, čin fotograficky zdokumentoval a poté se postaral o pohřbení mrtvých těl.

## Rok 2021

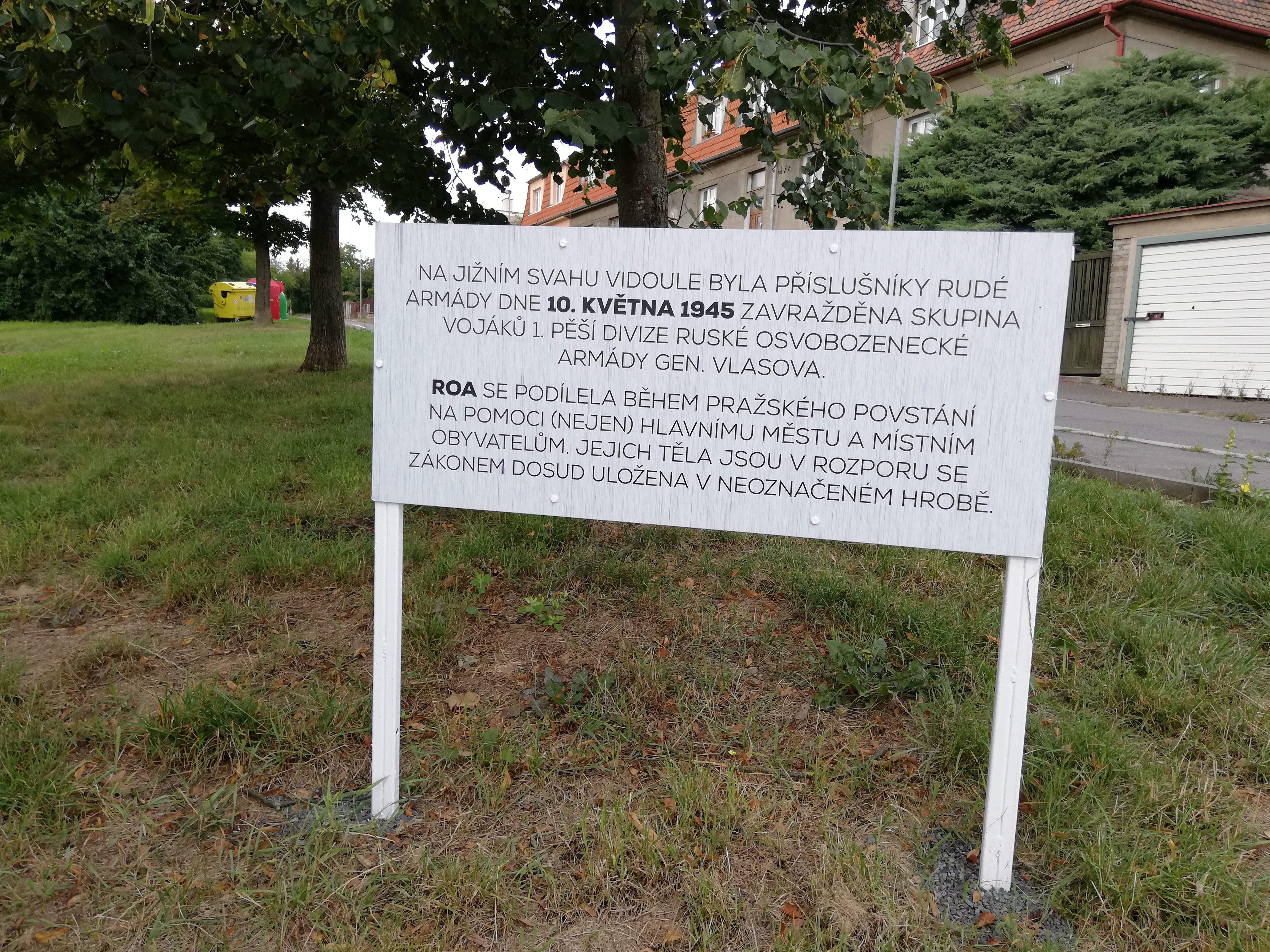
Informační tabule v pražských Jinonicích

V parčíku u křižovatky ulic „Karlštejnská“ a „Souběžná III“ v pražských Jinonicích (Praha 5) byla instalována v srpnu roku 2021 informační cedule, který upozorňuje na přítomnost neoznačeného hromadného hrobu s ostatky čtrnácti zavražděných příslušníků ROA (vojáků generála Vlasova), kteří se podíleli na osvobozování Prahy v květnu roku 1945. Hrob se nachází na jižním svahu stolové hory Vidoule v Praze-Jinonicích (na parcele číslo 1386). Na informační ceduli je nápis:
Na jižním svahu Vidoule byla příslušníky Rudé / armády dne 10. května 1945 zavražděna skupina / vojáků 1. pěší divize ruské osvobozenecké / armády gen. Vlasova. // ROA se podílela během Pražského povstání / na pomoci (nejen) hlavnímu městu a místním / obyvatelům. Jejich těla jsou v rozporu se / zákonem dosud uložena v neoznačeném hrobě.

## Dovětky

### Vlasovci a Vojenské velitelství Velké Prahy Bartoš
Pro ilustraci následuje několik údajů z válečného deníku Vojenského velitelství Velké Prahy Bartoš, které se týkají vlasovců a jejich úlohy v Pražském povstání:
- Sobota 5. května 1945; Ve 20.25 dorazil do Radotína (tehdy v roce 1945 to byl okraj Prahy) první hlídkový vůz vlasovců - příslušníků Ruské osvobozenecké armády (ROA).[5]
- Neděle 6. května 1945; V 05.50 vyslal povstalecký rozhlas výzvu k vlasovcům (ROA), aby poskytli pomoc pražskému povstání.[5]
- Pondělí 7. května 1945; V 09.10 se Česká národní rada (ČNR) v rozhlasovém prohlášení distancovala od Ruské osvobozovací armády (ROA). Bylo konstatováno, že akce generála Vlasova proti Němcům jsou záležitostí jeho jednotek, že ČNR nemá s ROA žádnou úmluvu a že kooperaci vojenských povstaleckých akcí proti německým vojskům provádějí vojenské štáby (Alex a Bartoš).[5]
- Pondělí 7. května 1945; V 17.35 Česká národní rada (ČNR) v rozhlase definitivně dementovala zprávy o schůzkách s generálem Vlasovem.[5]
- Pondělí 7. května 1945; Ve 23.00 obdržely jednotky ROA od velitele 1. pěší ruské divize Ozbrojených sil Výboru pro osvobození národů Ruska (VS KONR) generálmajora Sergeje Kuzmiče Buňačenka rozkaz k odchodu z Prahy a přesunu směrem k americké armádě.[5]
- Pondělí 7. května 1945; Historici popisující pražské květnové povstání 1945 v době po sametové revoluci (tj. po roce 1989) se shodují v názoru, že pomoc ROA (vlasovců) byla klíčová a umožnila přežití povstání v Praze v době nejsilnějšího útoku Němců a to právě v pondělí 7. května 1945.[6]

### Další osudy vlasovců
Ustupujícím vlasovcům zůstal jen jediný směr postupu a přání dostat se za každou cenu na západ. Na pochodu z Prahy došli vlasovci k jihočeské obci Lnáře, kde se hodlali vzdát Američanům. Generál Andrej Andrejevič Vlasov poté, co byli jeho muži nuceni opustit Prahu, odjel na jednání s americkým velením do Plzně. Pozdě večer dne 10. května 1945 dorazil do jihočeské obce Lnáře. V blízkosti obce se tou dobou již nacházely jednotky 1. divize ROA. Další dvě noci strávil generál Vlasov na místním zámku. Přes veškerá jednání ale velení americké armády odmítlo vpustit vlasovce na území, která Američané kontrolovali. Proto byla kolem poledne dne 12. května 1945 1. divize ROA oficiálně rozpuštěna a její příslušníci dostali doporučení, aby se pokusili v malých skupinkách proniknout samostatně dále směrem na západ. Jen pár stovkám mužů (z celkového počtu 20 tisíc) se podařilo dostat na území kontrolované americkou armádou, čímž rozmnožili počty amerických válečných zajatců. Větší část z přeživších zajatých vlasovců ale byla vydána Sovětům a následně popravena či uvězněna v ruských žalářích nebo poslána do ruských gulagů. Desítky vojáků a důstojníků ROA spáchaly sebevraždu přímo v lesích v okolí Lnář, mnoho vlasovců bylo rudoarmějci zavražděno bez soudu přímo při zatýkání. Lze konstatovat, že téměř všichni přeživší vojáci 1. divize ROA se v konečném důsledku dostali do sovětského zajetí.

### Generálové Vlasov a Buňačenko
Američany byl generál Vlasov zajat už dne 9. května 1945 a ti mu znovu nabídli možnost útěku, což on ale odmítl. Dne 12. května 1945 odjel generál Vlasov a generálmajor Buňačenko spolu s americkými důstojníky do štábu 3. americké divize, který se nacházel v Plzni. Po několika kilometrech cesty dne 12. května 1945 na hrázi Nového rybníka jižně od Lnář asi kolem 14.00 hodiny byl generál Vlasov znovu zajat tentokráte ale skupinou sovětských důstojníků pod velením kapitána Michaila Jakuševa z 24. tankového sboru Rudé armády. Američané tak vydali sovětům svého zajatce a generál Vlasov byl coby nepřítel SSSR předán zástupcům Rudé armády. Generálmajor Buňačenko se dne 12. května 1945 spolu s celým svým štábem vzdal Američanům, ale o tři dny později (15. května 1945) byl rovněž vydán sovětskému velení. Generál Vlasov byl v Moskvě souzen za vlastizradu a 1. srpna 1946 byl spolu s jedenácti dalšími představiteli ROA (mezi nimiž byl i generálmajor Buňačenko) odsouzen k trestu smrti a ještě téhož dne popraven oběšením. Poprava proběhla na nádvoří Butyrské věznice v Moskvě v 05.15 hodin a těla popravených byla následně zpopelněna v krematoriu.